# Paralímni
Paralímni (grec moderne : Παραλίμνι) est une ville de Chypre ayant environ 15 000 habitants. , un peu plus à l'intérieur des terres, dans le district de Famagouste. Depuis l'invasion turque et l'occupation d'une partie de l'île en 1974, elle a augmenté en taille et en importance en raison de la migration de nombreux réfugiés fuyant le Nord. De nombreuses personnes qui travaillent dans l'industrie touristique de Protaras et d'Agia Napa vivent à Paralímni, qui est désormais le centre administratif temporaire du district de Famagouste et la plus grande municipalité de Chypriotes grecs dans la zone contrôlée par le district. Elle est devenue ce qui ressemble à une petite capitale de la zone inoccupée de Famagouste. De nombreux travailleurs des secteurs touristiques de Protaras et d'Ayia Napa vivent à Paralímni, qui est maintenant le centre administratif temporaire du district de Famagouste et la plus grande municipalité du district sous le contrôle de la république de Chypre reconnu internationalement.

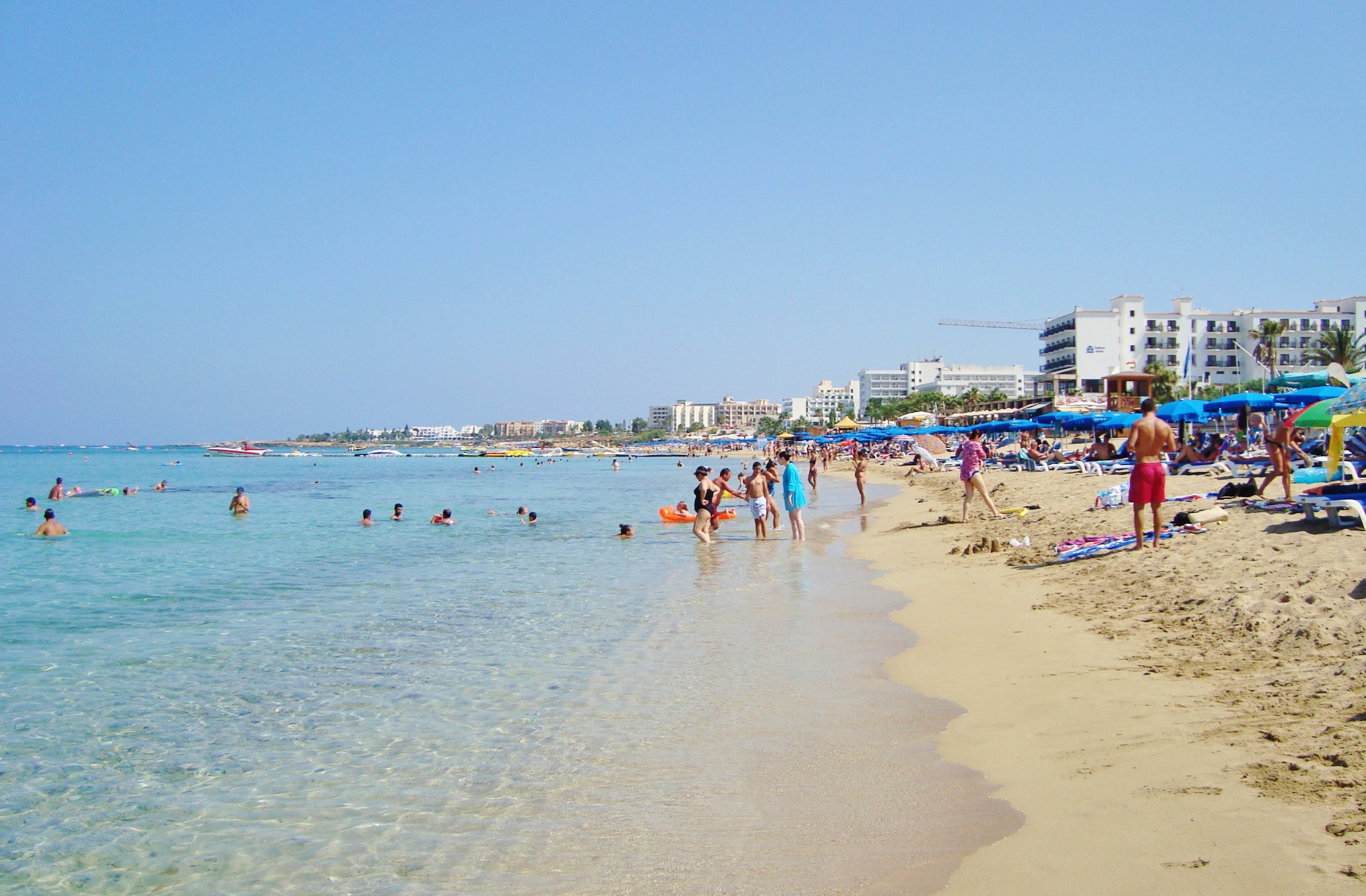
Resort Protaras de Paralímni en juillet 2011

## Conditions Naturelles
La ville de Paralímni est située à l'extrême sud-est de l'île de Chypre. La ville est à 110 kilomètres à l'est de la capitale Nicosie. La ville était traditionnellement une banlieue de Famagouste (jusqu'à l'occupation de la ville), à seulement 10 km au nord.
Paralímni est situé près de la côte de la mer Méditerranée, à environ 80 mètres au-dessus du niveau de la mer. La ville est située à l'extrémité sud-est de la plaine centrale de l'île, la Mésorée. C'est pourquoi la plaine s'étend autour de la ville au nord et les collines côtières s'élèvent au sud.
La population de la ville en 2001 était de 11 091 personnes, en 2011 elle est de 15 000

## Historique
Le mot Paralímni signifie « près du lac ». Historiquement, Paralímni a été construit sur les rives d'un lac peu profond, qui ne se remplissait d'eau qu'en hiver.
Au début du XXe siècle, à la suite des travaux effectués, tout le lit du lac a été récupéré à des fins agricoles. Paralímni n'a pas toujours été ce qu'il est maintenant. Il a été construit à l'origine sur une colline, qui se situe entre Deryneia et son emplacement actuel.
Cependant, au XVe siècle, il a été déplacé vers l'intérieur des terres pour éviter d'être détecté par des pirates. On dit que les premiers à s'installer à Paralímni sont arrivés juste après la prise de la ville, près de Famagouste, par les Turcs ottomans en 1571. La première colonie s'appelait Saint Demetrius et cet endroit porte encore son nom aujourd'hui.
En 1986, après un référendum, Paralímni a été déclarée municipalité portant ce nom. En mai 1986, les premières élections pour le poste de maire et le conseil municipal ont eu lieu. Nikos Vlittis a été élu premier maire, servant de 1986 à 2006. En décembre 2006, il a perdu la mairie au profit d'Andreas Evaggelou, jusqu'en 2011.
Sur le plan architectural, Paralímni a été indescriptible, il ne reste que peu ou rien du village d'origine. En dehors du centre-ville, les maisons ne sont pas très attrayantes et ressemblent à de petits blocs rectangulaires. Il compense largement ses jardins très attrayants, surtout lorsque les arbres sont en fleurs ou en fruits. Cependant, il semble que les nouvelles générations émergentes, qui gagnent des salaires plus élevés que leurs parents et grands-parents, dépensent de grosses sommes d'argent pour construire des maisons modernes et pittoresques.
En plein cœur de Paralímni se trouve un centre commercial avec de nombreux magasins et cafés et bars branchés. En raison du fait que Paralímni a rapidement grandi en taille, les plus grands détaillants alimentaires de l'île y ont construit ou loué des succursales telles que Carrefour, Orfanides. Il existe également de nombreux supermarchés locaux, tels que Kokkinos.
Le paysage autour de Paralímni a des sols rouges fertiles, où sont cultivées les fameuses pommes de terre de Chypre. Les moulins à vent pittoresques utilisés pour extraire l'eau des aquifères souterrains pour irriguer les terres environnantes sont prestigieux. Malheureusement, beaucoup d'entre eux sont aujourd'hui en ruine, remplacés par des pompes électriques ou diesel. Avant l'essor du tourisme, les riches terres agricoles entourant Paralímni étaient la source de sa richesse et sont toujours d'une grande importance.

## Sport
Enosis Neón Paralímni FC, qui joue dans la première division chypriote, est l'équipe de football de la ville. Michalis Konstantinou, le célèbre ancien footballeur du FC Iraklis, du Panathinaikos et de l'Olympiacos, est né à Paralímni. Il a également commencé sa carrière avec l'équipe de la ville. Il y a aussi un côté Conférence à Paralímni appelé Anorthosis Paralimniou.

## Protaras
Protaras (en grec : Παραλίμνι), est principalement touristique. Il est sous la juridiction administrative de la municipalité de Paralímni. Dans les temps anciens, où Protaras semble maintenant être situé, était l'ancienne cité-état de Leukolla. La ville possède un port sûr où l'Athénien Demetrius Poliorketes en l'an 306 a. C. il se réfugie, à l'affût de Ptolémée, l'un des successeurs d'Alexandre le Grand. Dans la bataille, Ptolémée a été vaincu et s'est enfui en Égypte, laissant Chypre pendant un certain temps entre les mains de Démétrius.
Protaras possède de belles plages de sable aux eaux bleu ciel et la plage la plus connue de la région est Fig Tree Bay. Protaras est également connue comme "la terre des moulins à vent", conservant la qualité nostalgique du passé.
A l'inverse du succès d'Ayia Napa (qui n'est qu'à quelques kilomètres), elle est devenue une station balnéaire de taille considérable, avec des dizaines d'hôtels de grande capacité, des hôtels et des appartements, des villas, des restaurants, des pubs et toutes sortes d'installations. un lieu de villégiature moderne devrait avoir. Étant plus calme qu'Ayia Napa et moins fréquentée par les clubs, elle a la réputation de s'adresser principalement au tourisme familial et chypriote.
Le Cap Greco se trouve à 10 minutes du centre de Protaras et est considéré comme l'un des plus beaux endroits de l'île.
Le cap Greco vit la renommée d'Ayia Napa, un monstre marin censé ressembler à un croisement entre un dauphin et un dragon.

## Écologie
Le lac saisonnier Paralímni abrite le serpent de Chypre (Natrix natrix cypriaca), que l'on croyait éteint depuis les années 1960, jusqu'à ce que «Snake George» (H. Wiedl) redécouvre l'espèce dans les années 1990.
En conséquence, le lac a été déclaré site d'intérêt communautaire. Malgré cela, le gouvernement chypriote a délivré le permis de construire plus de 300 maisons sur le site, ce qui a conduit la Commission européenne à promouvoir une action en justice contre Chypre.
Les autres dangers auxquels le serpent est confronté sont le moto-cross et l'homme qui le tue par ignorance et superstition.

## Personnalités
- Kyriakou Pelagia, chanteuse célèbre femme de musique traditionnelle chypriote, née à Paralímni
- Michalis Konstantinou, footballeur, né à Paralímni
- Solomos Solomou, élevé à Paralímni, tué en 1996 par un officier turc dans la zone tampon de l'ONU
- Eleni Artymata, athlète
- Eleftheria Eleftheriou, chanteuse
- Giorgos Tofas, footballeur

## Galerie

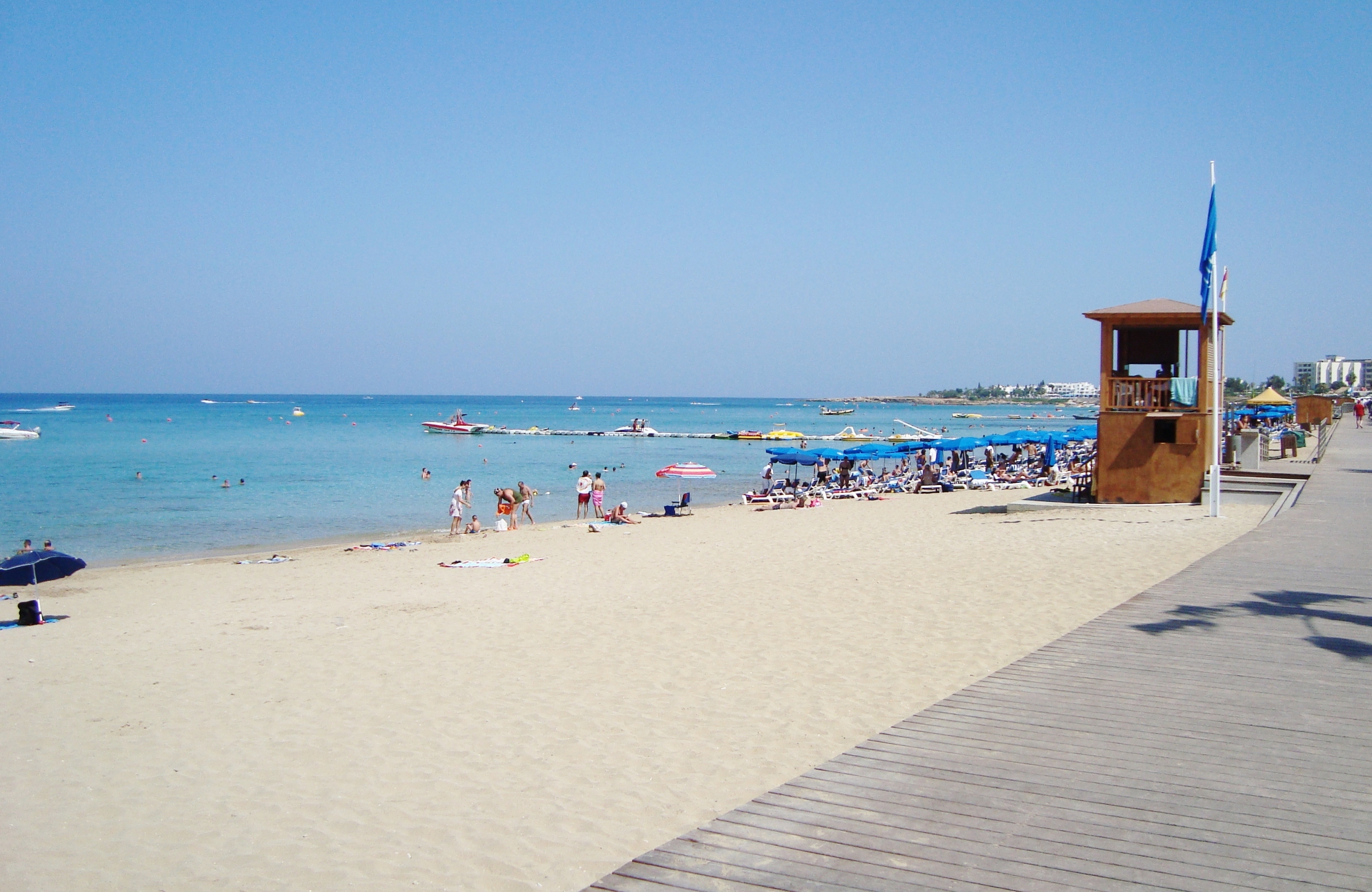
Une plage de Protaras en été
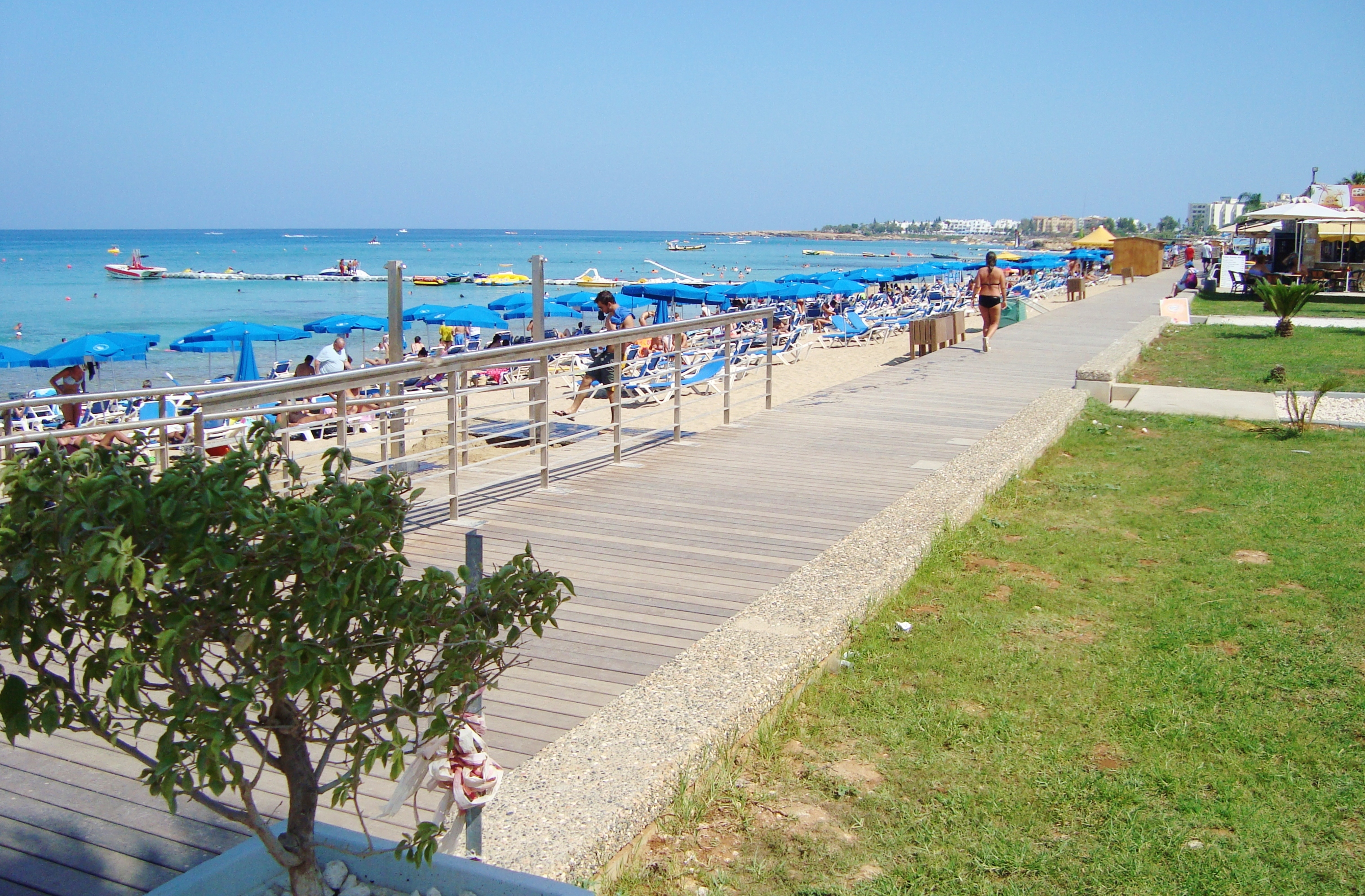
Une rue piétonne en bois à côté de la plage
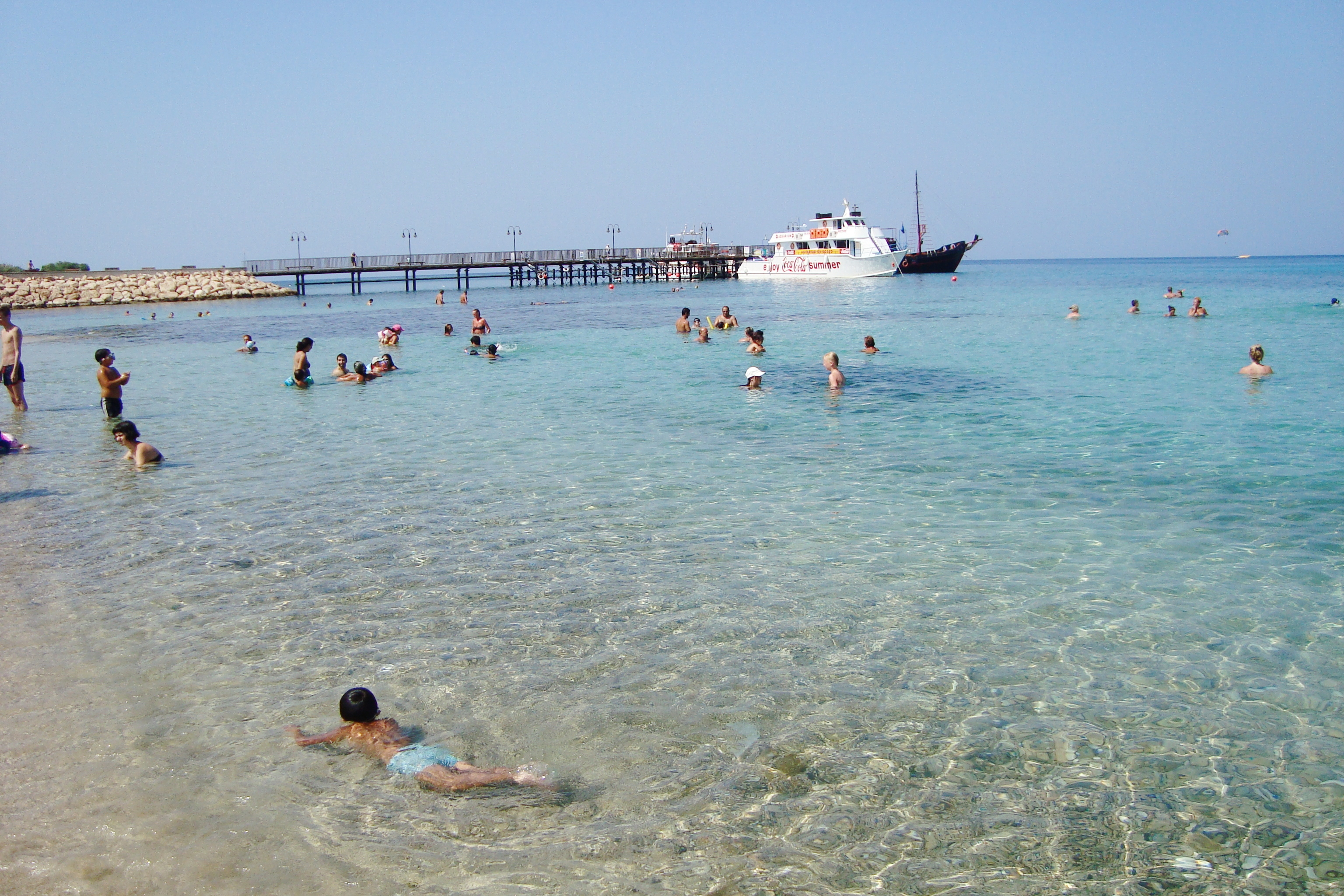
La promenade le long de la plage
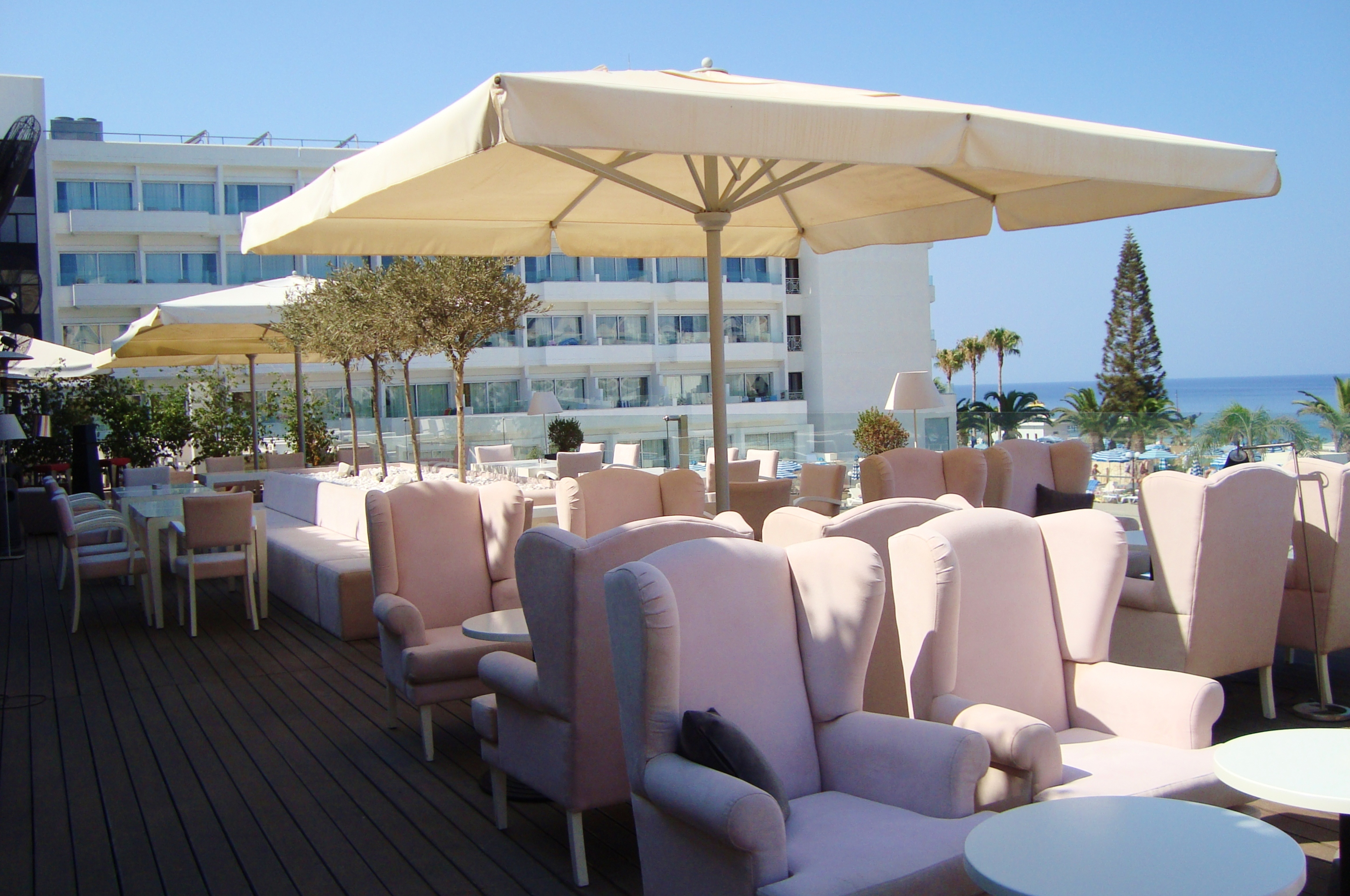
Un café surplombant la plage
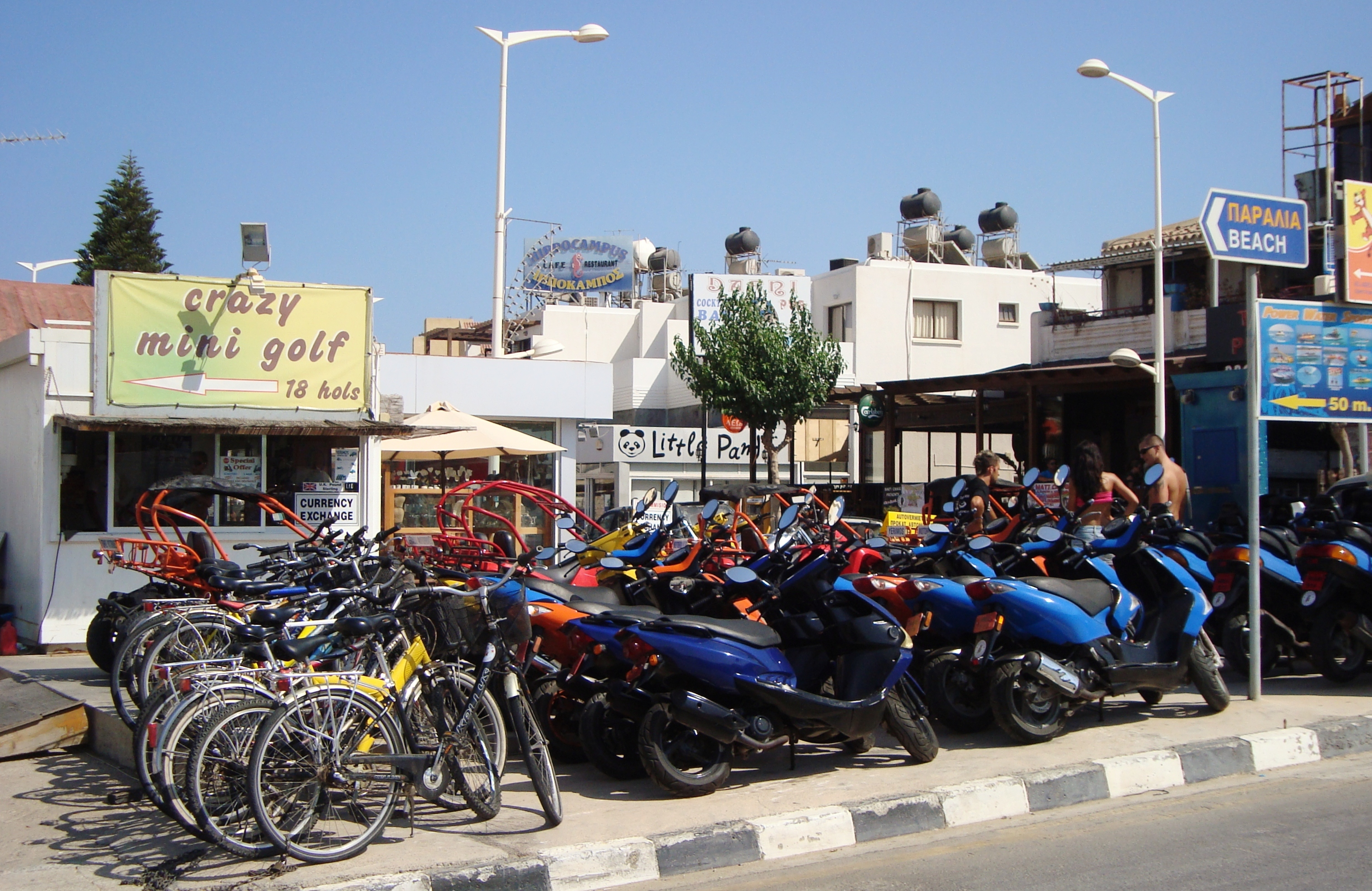
Un magasin de location de motos
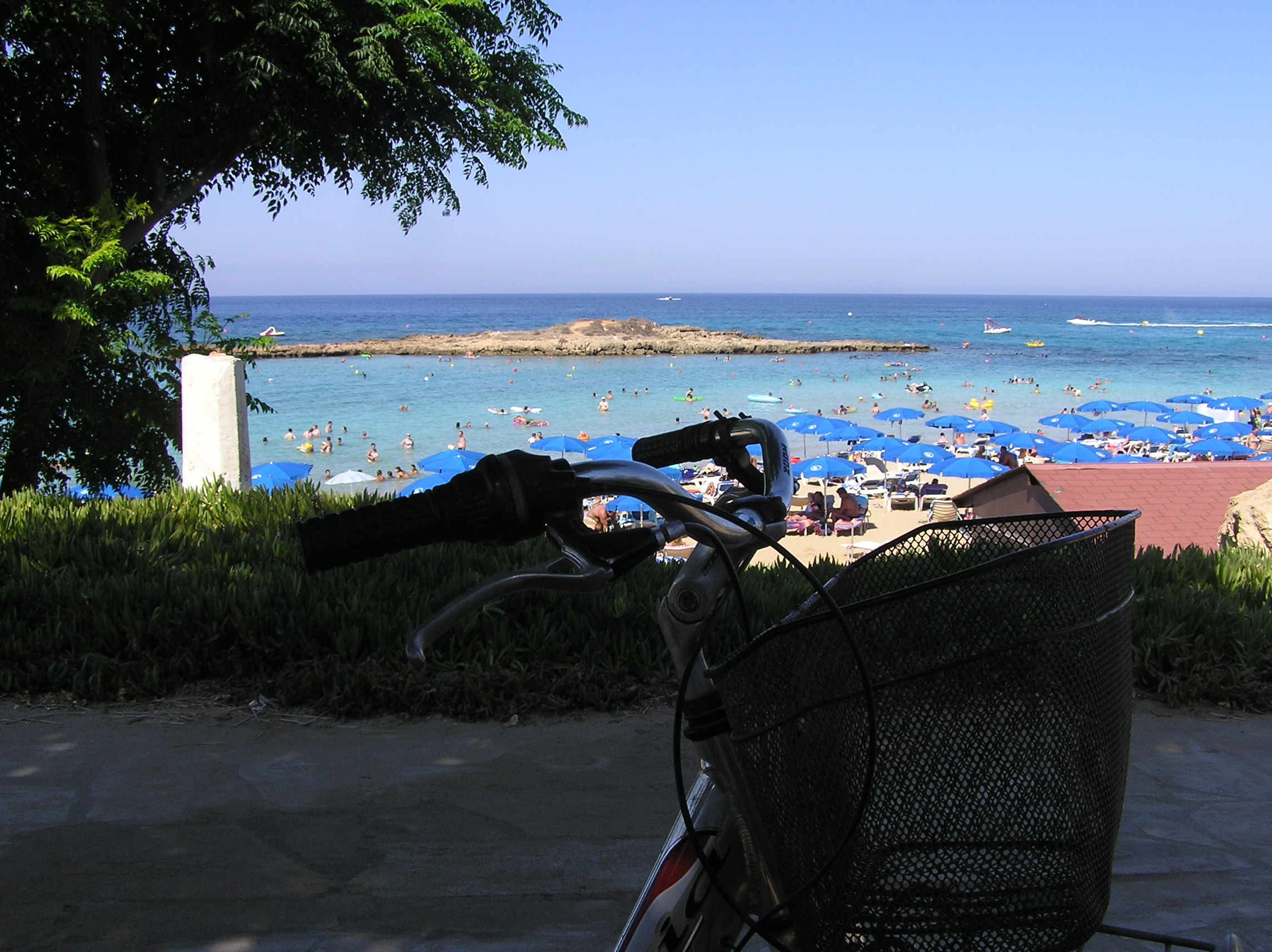
baie de figue
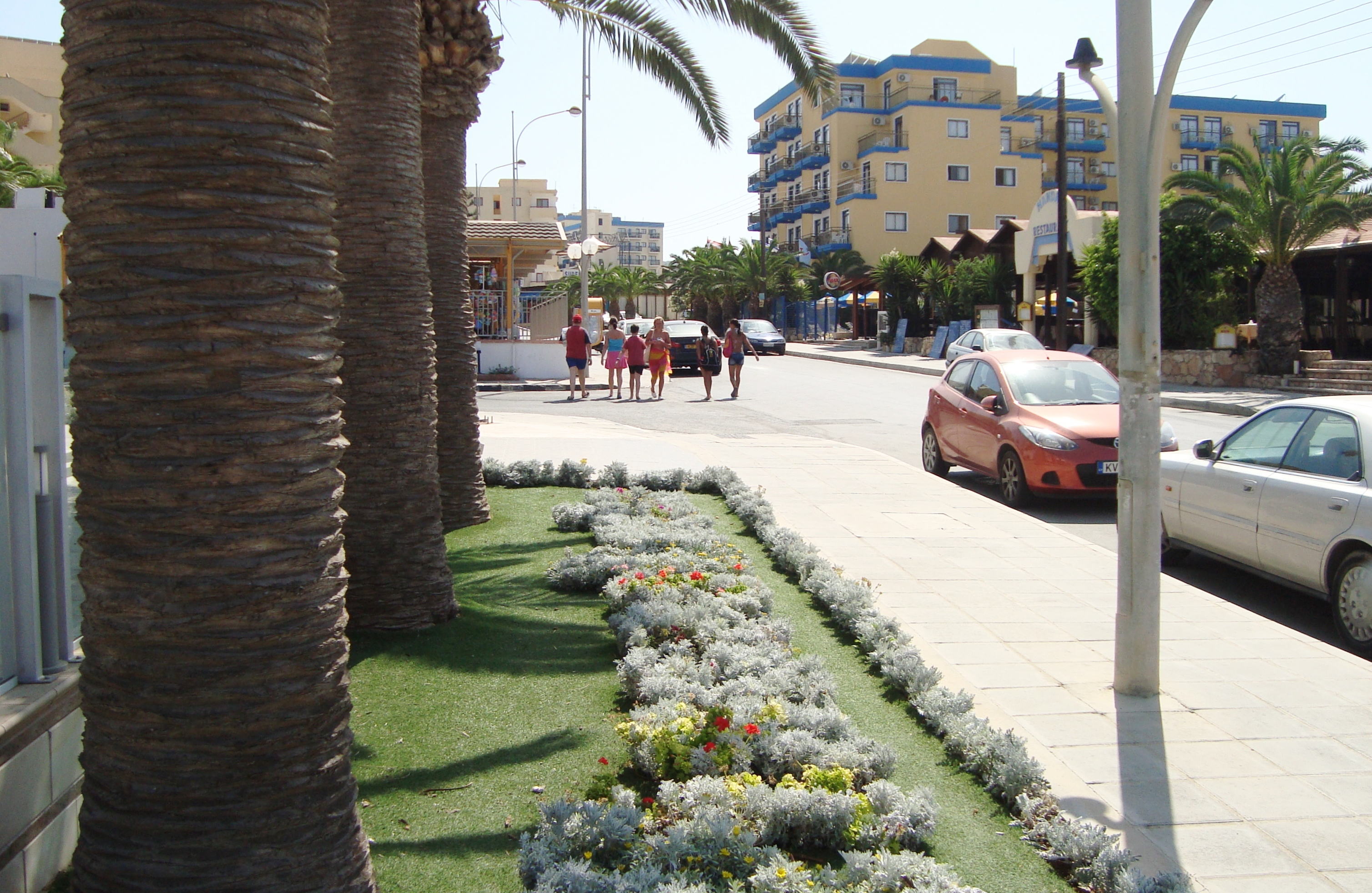
Une route typique de Protaras
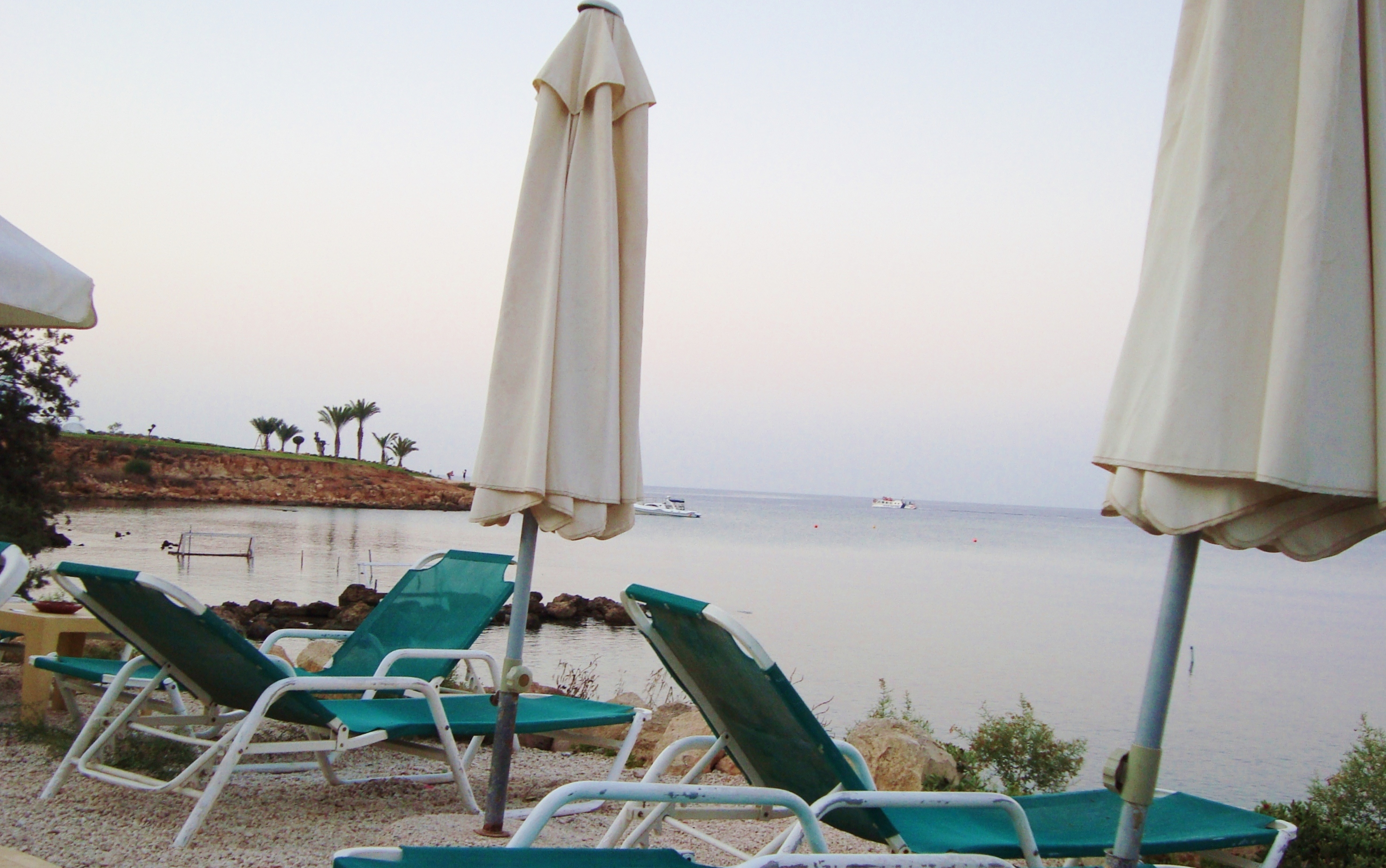
Plage de la baie des sirènes
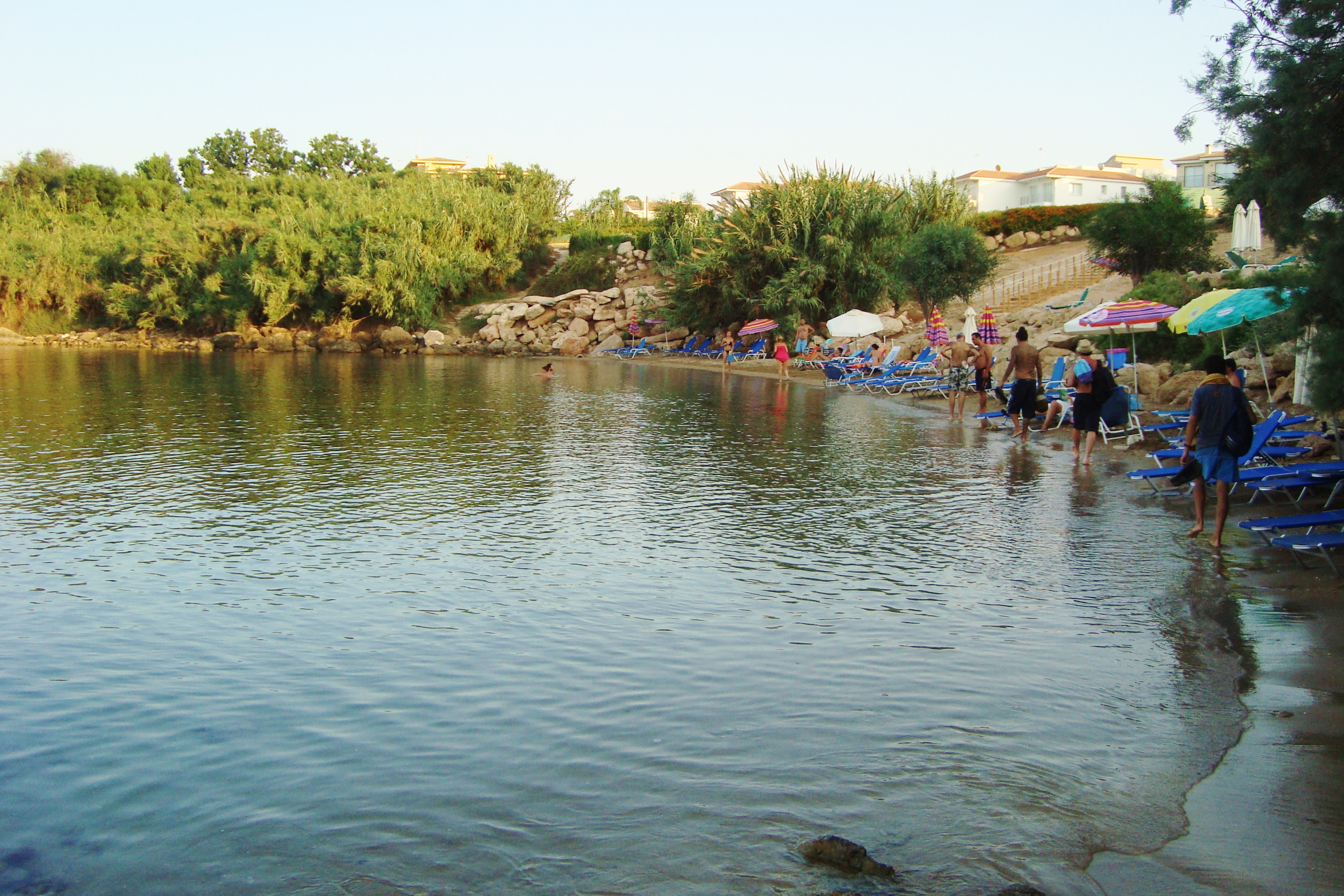
Plage de la baie des sirènes
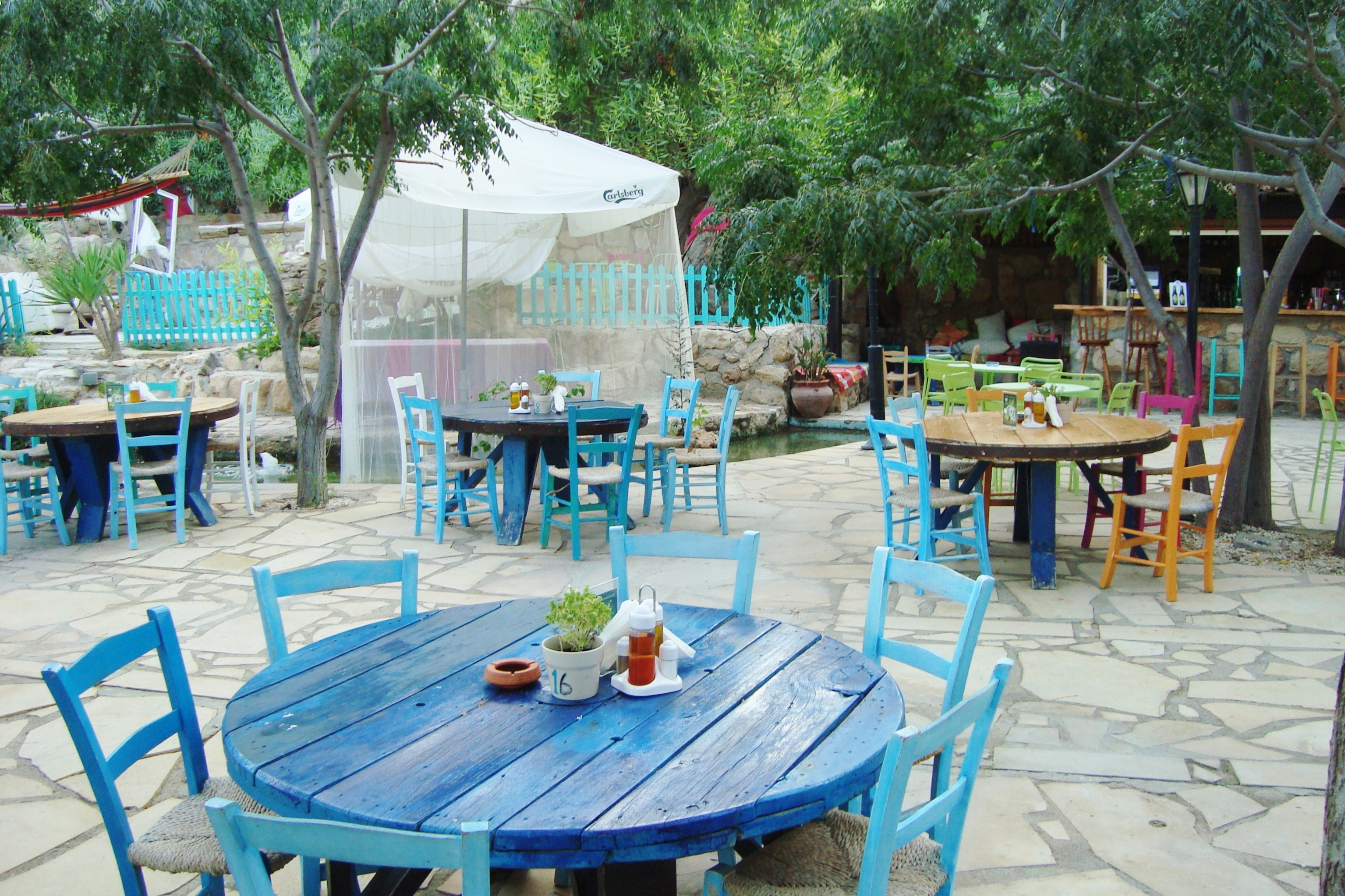
Une taverne dans la baie de Sirena
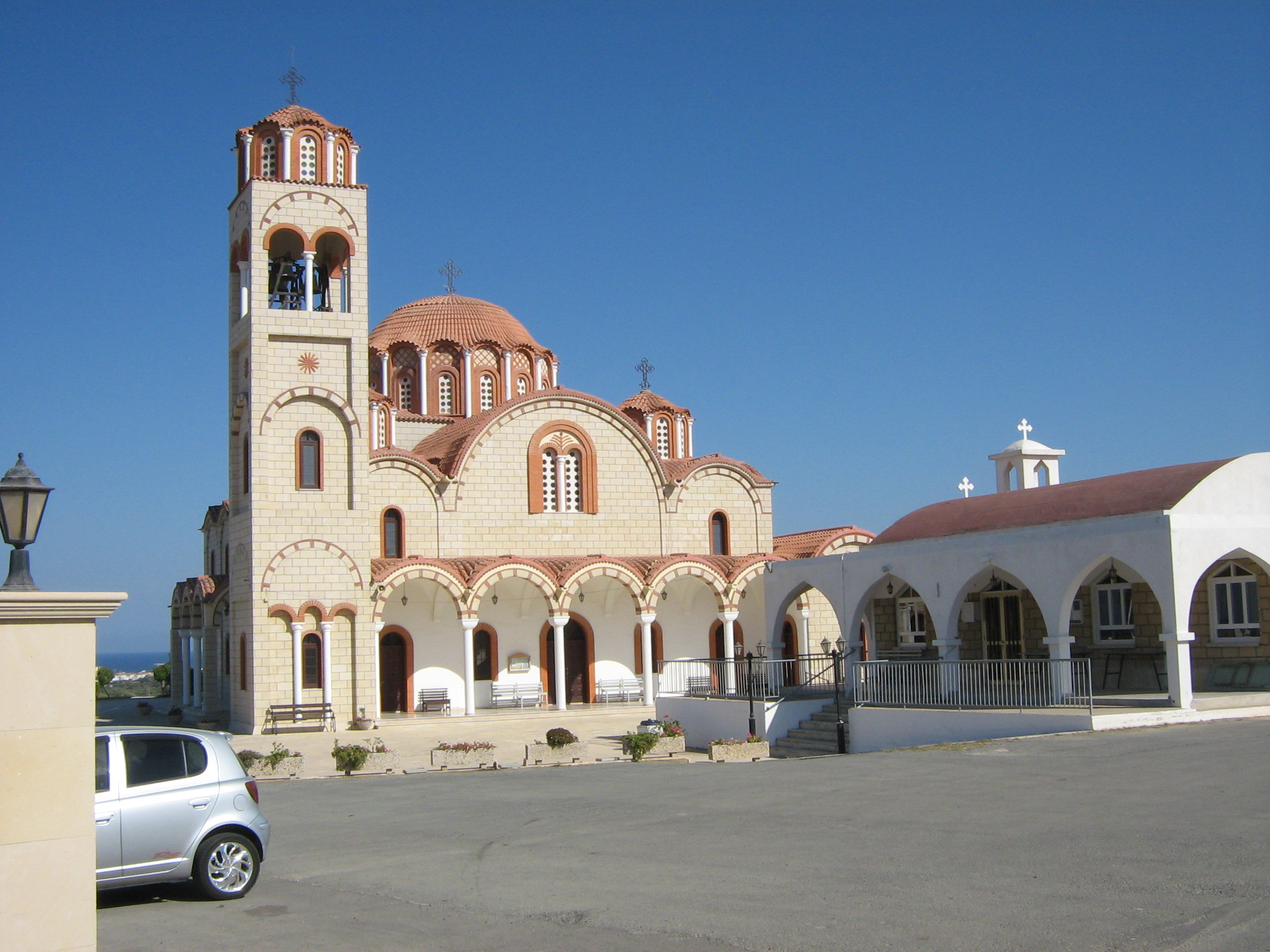
L'Église de Santa Barbara
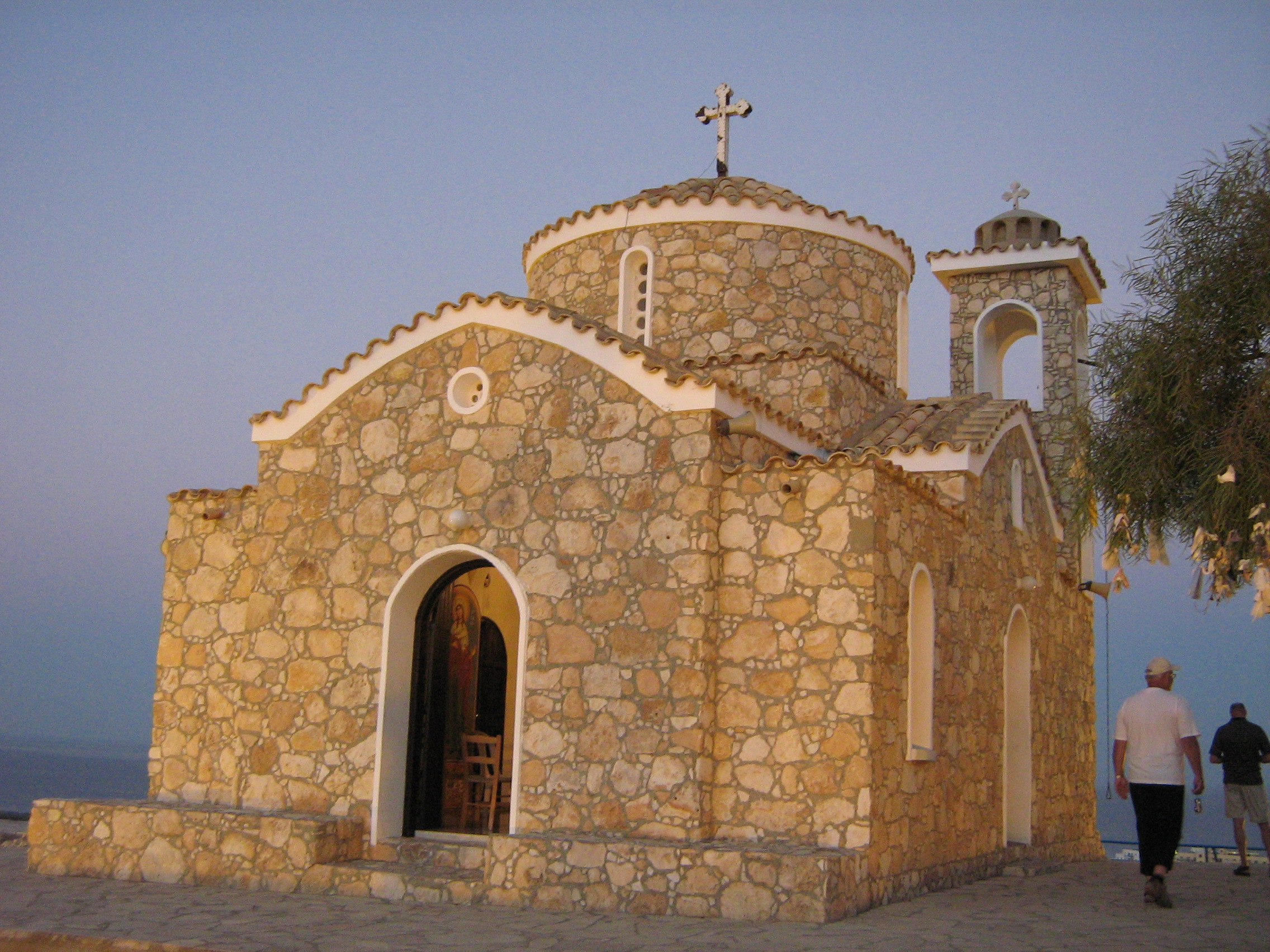
L'Église de Saint Elias
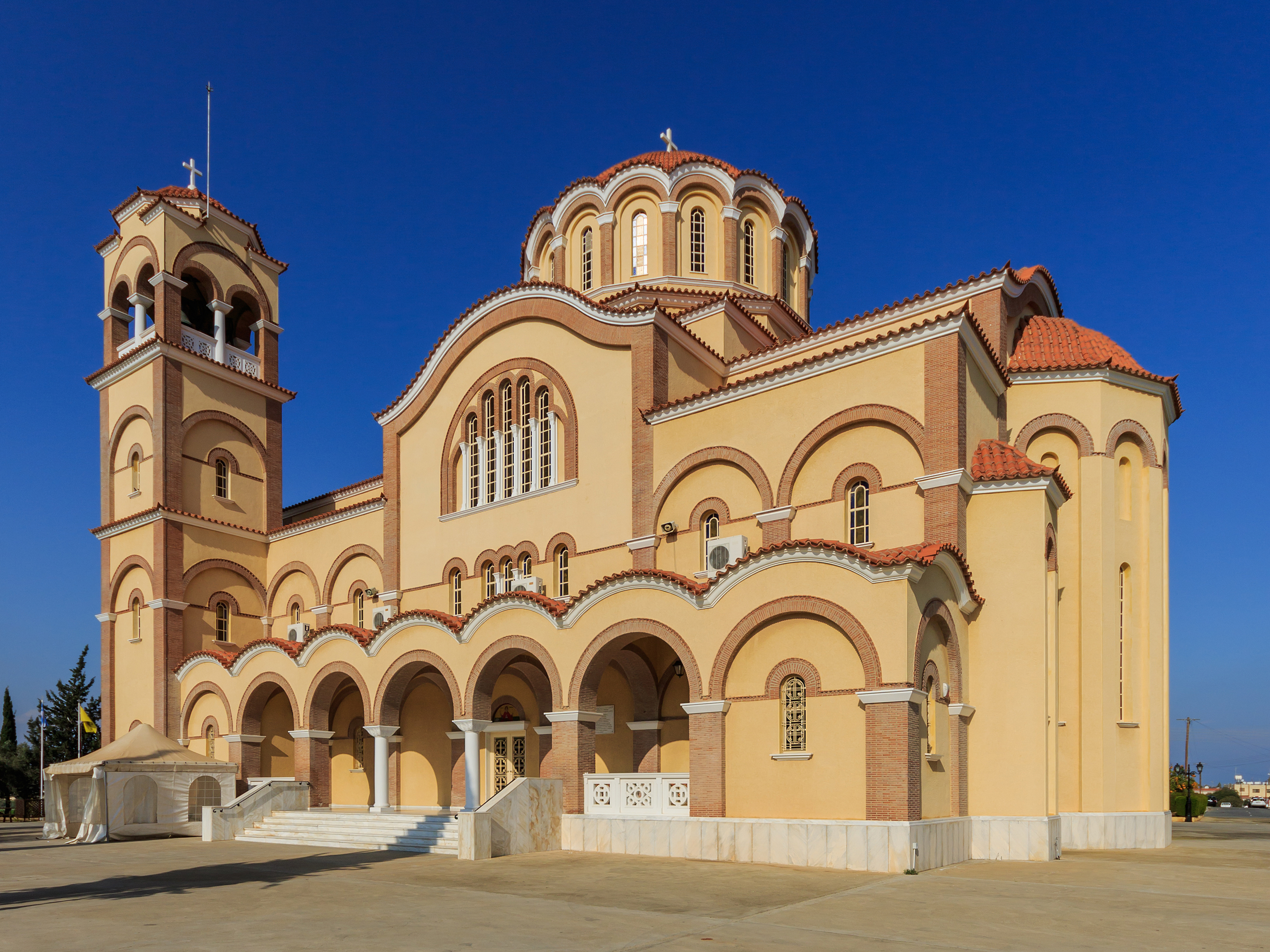
L'Église de Saint Démétrius
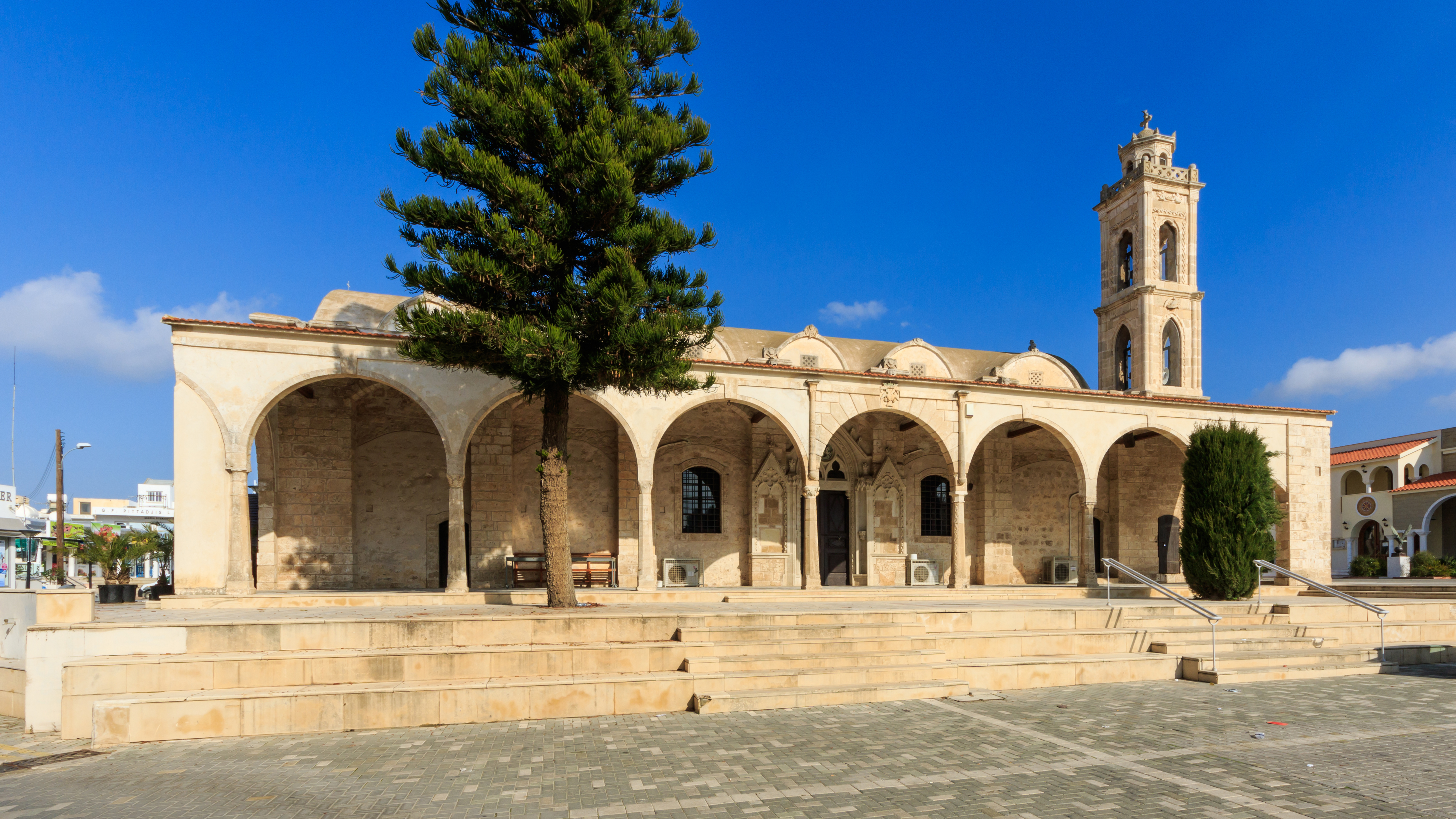
L'ancienne Église de Saint George
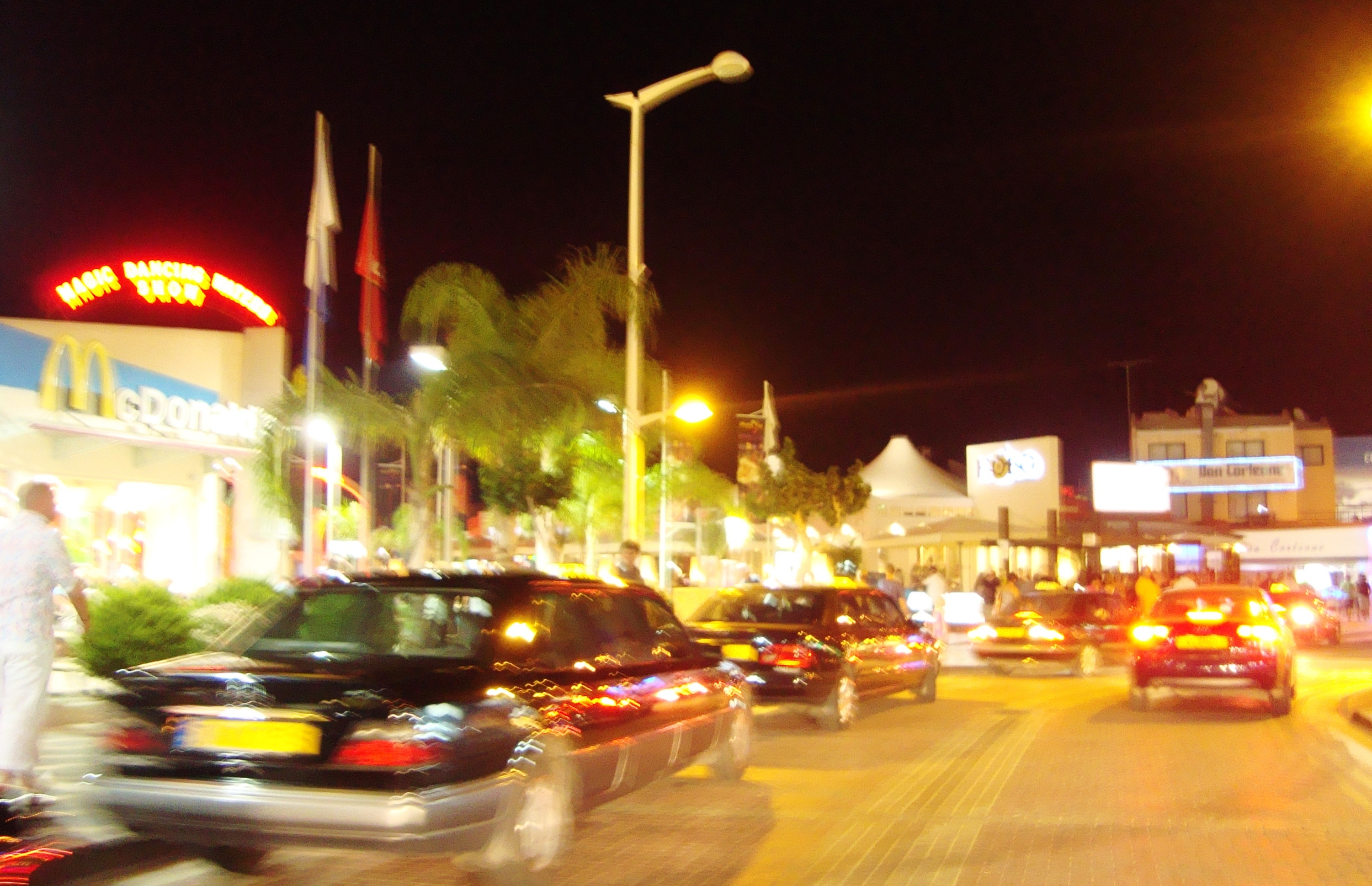
Une rue Protaras la nuit
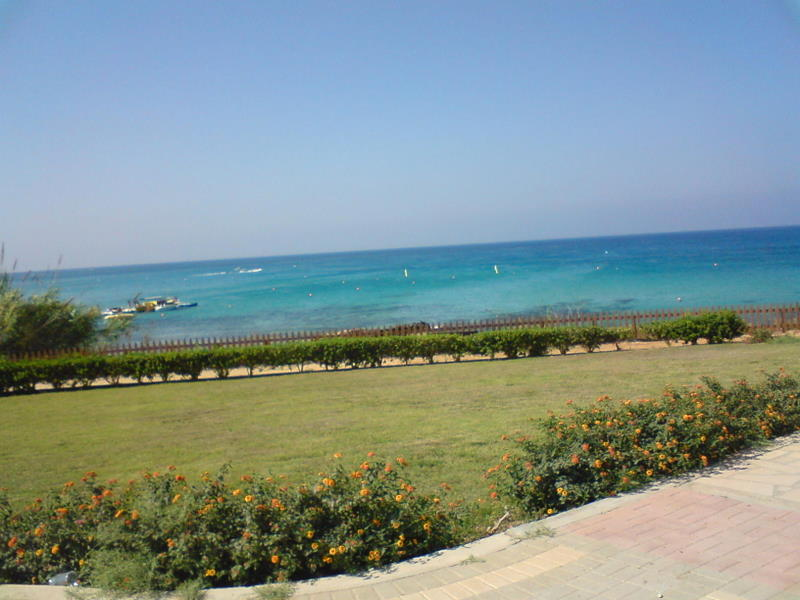
Jardins à Protaras
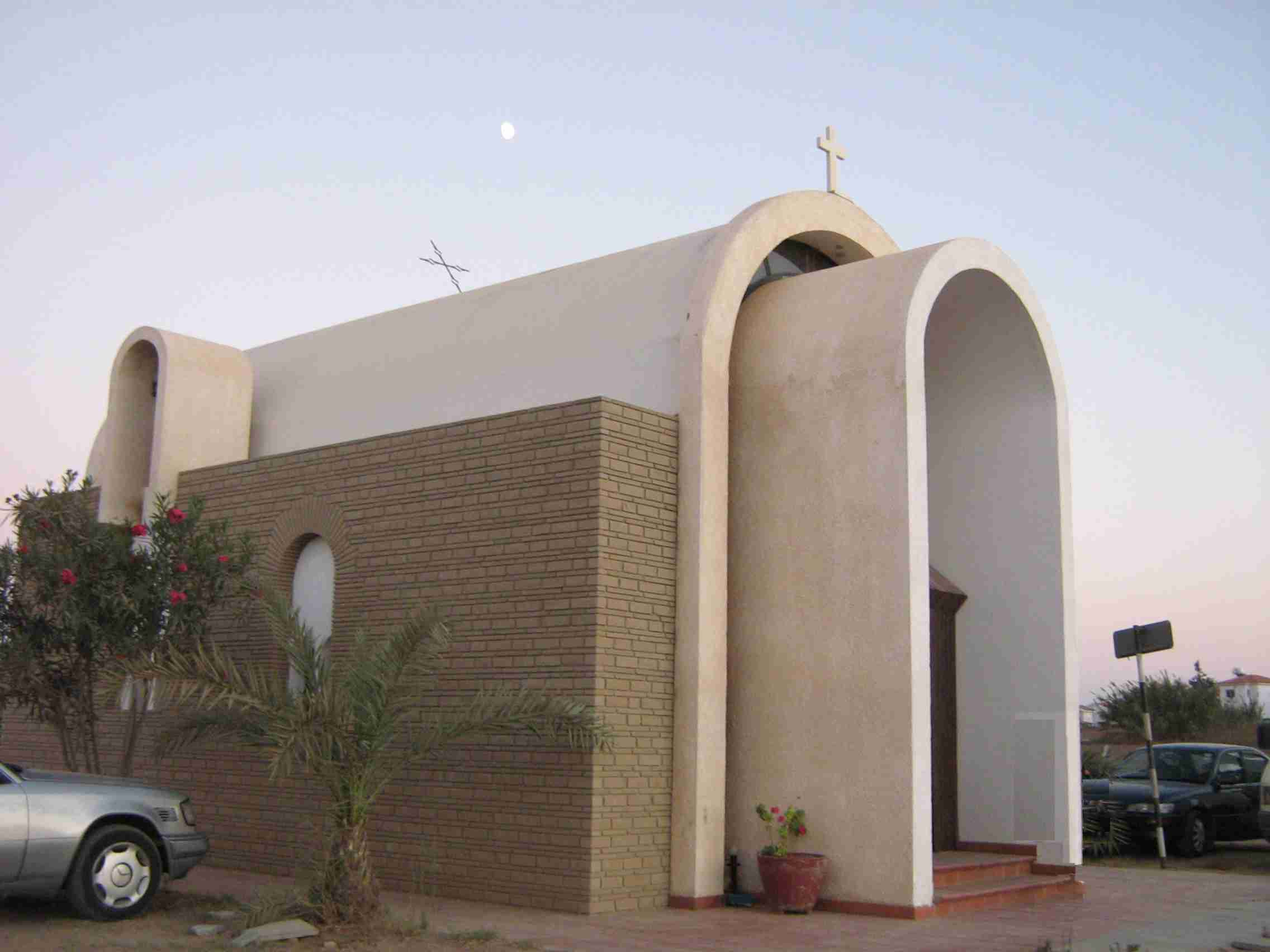
L'Église de agia triada
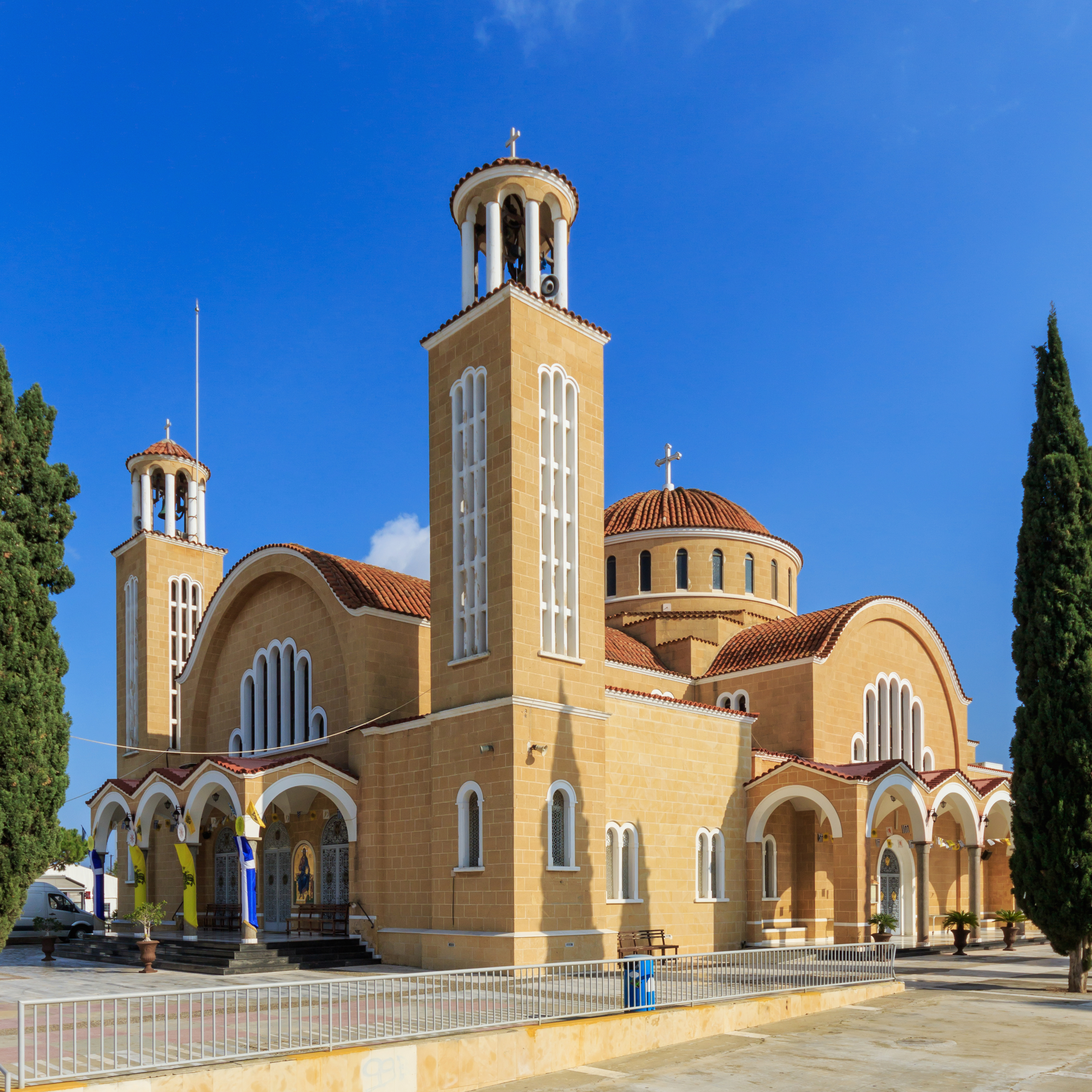
Cathédrale Saint-Georges de Paralímni
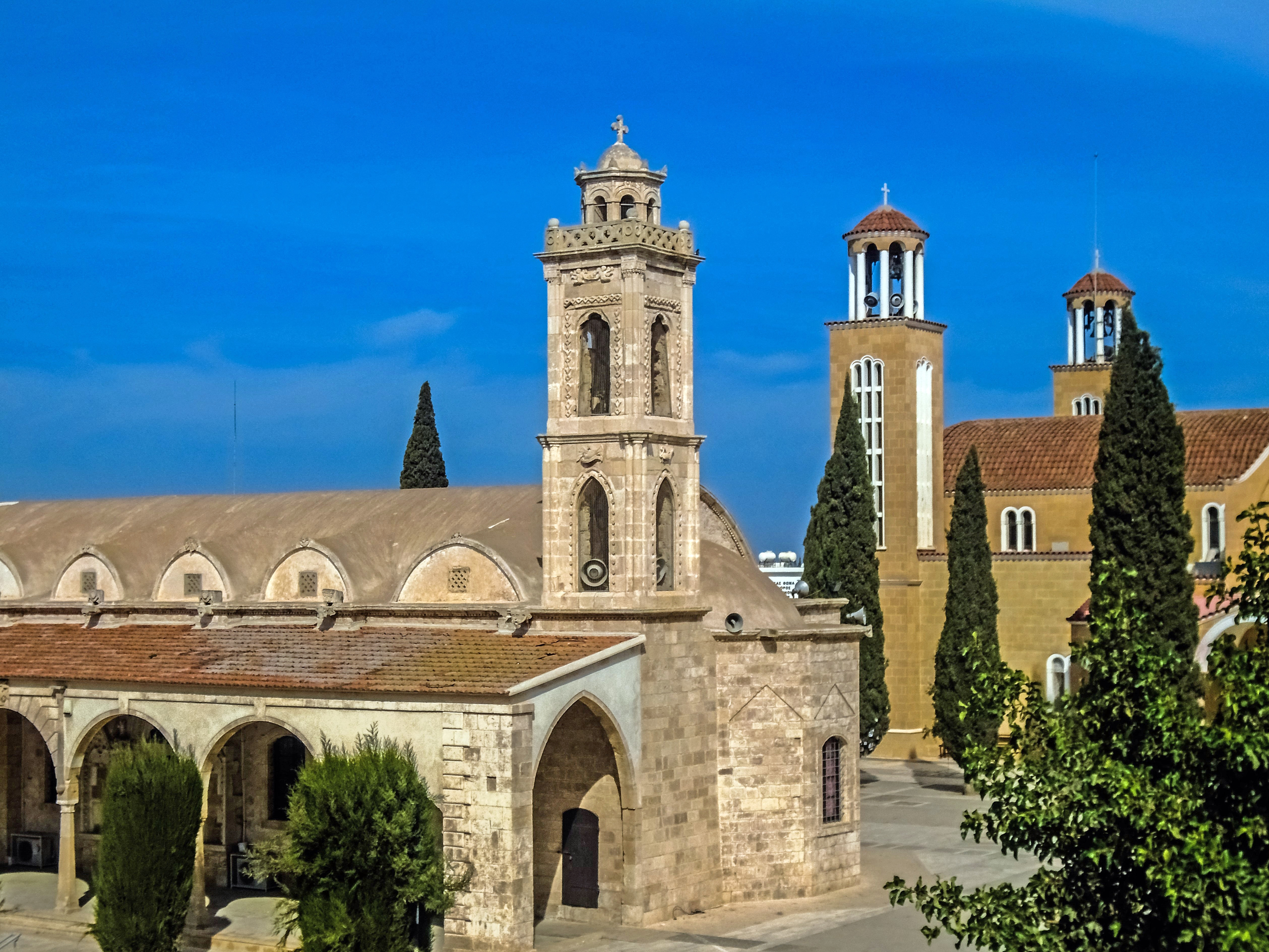
Ancienne et nouvelle cathédrale de Paralímni
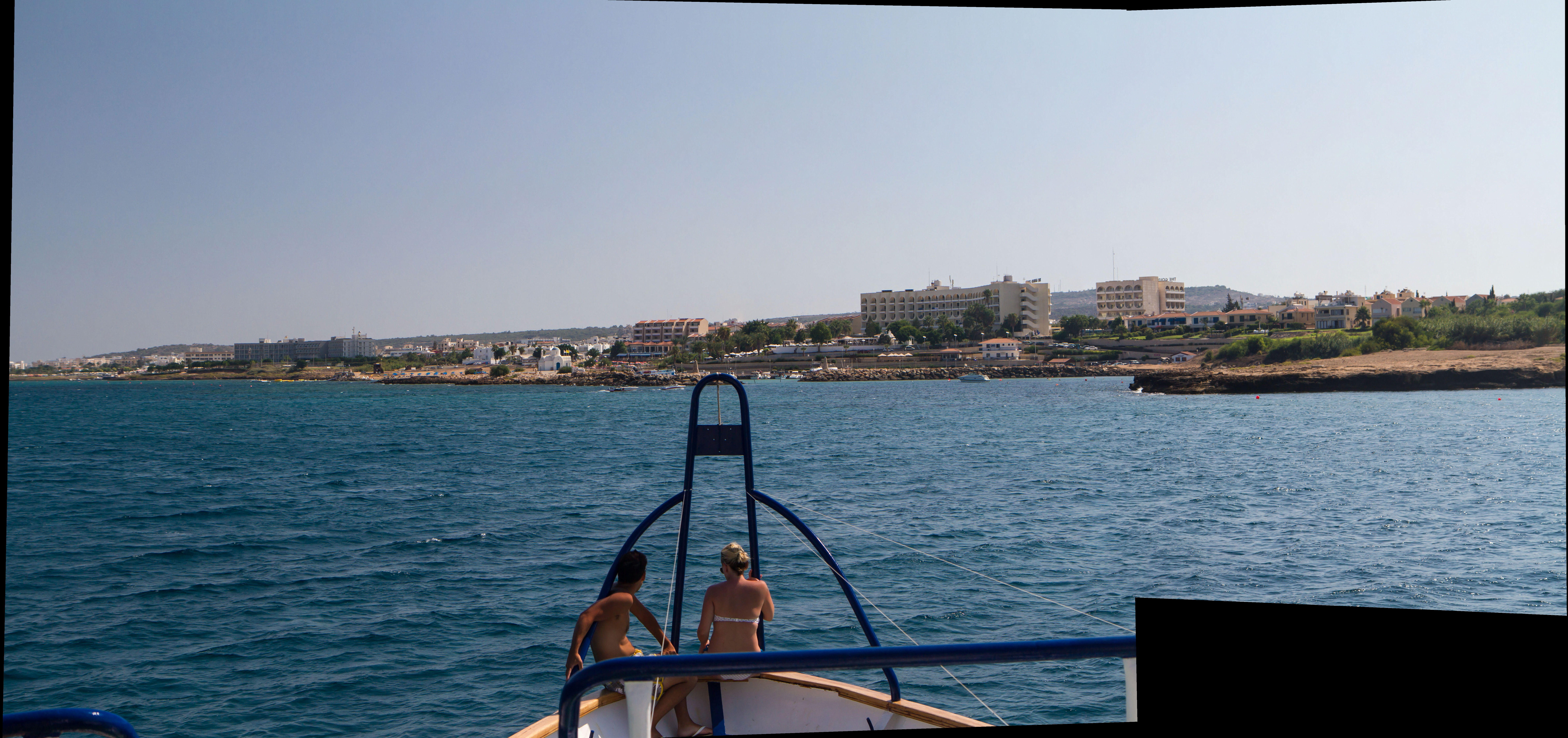
vue de la mer
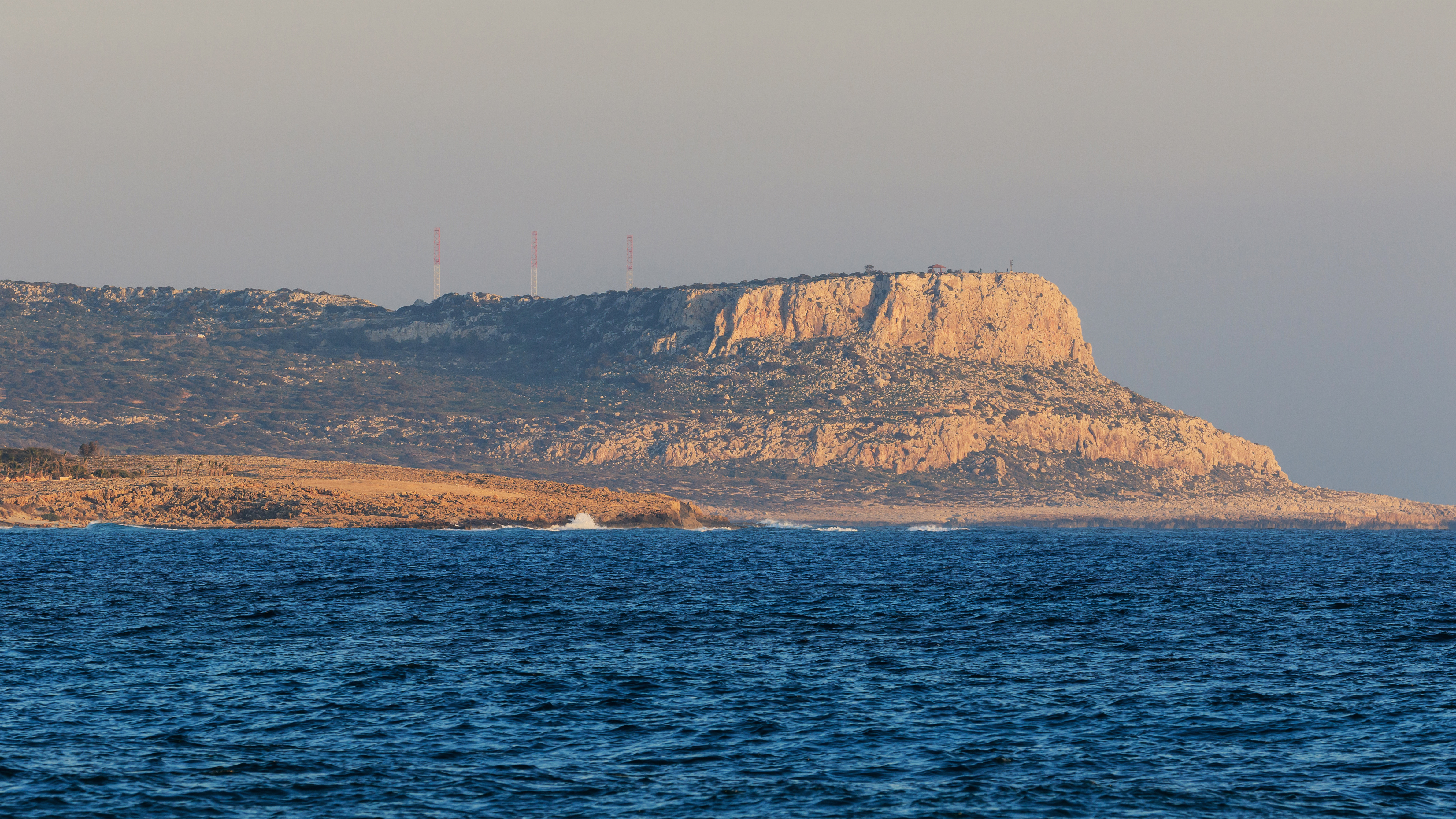
Cap Greco sur le territoire de la communauté de Paralímni
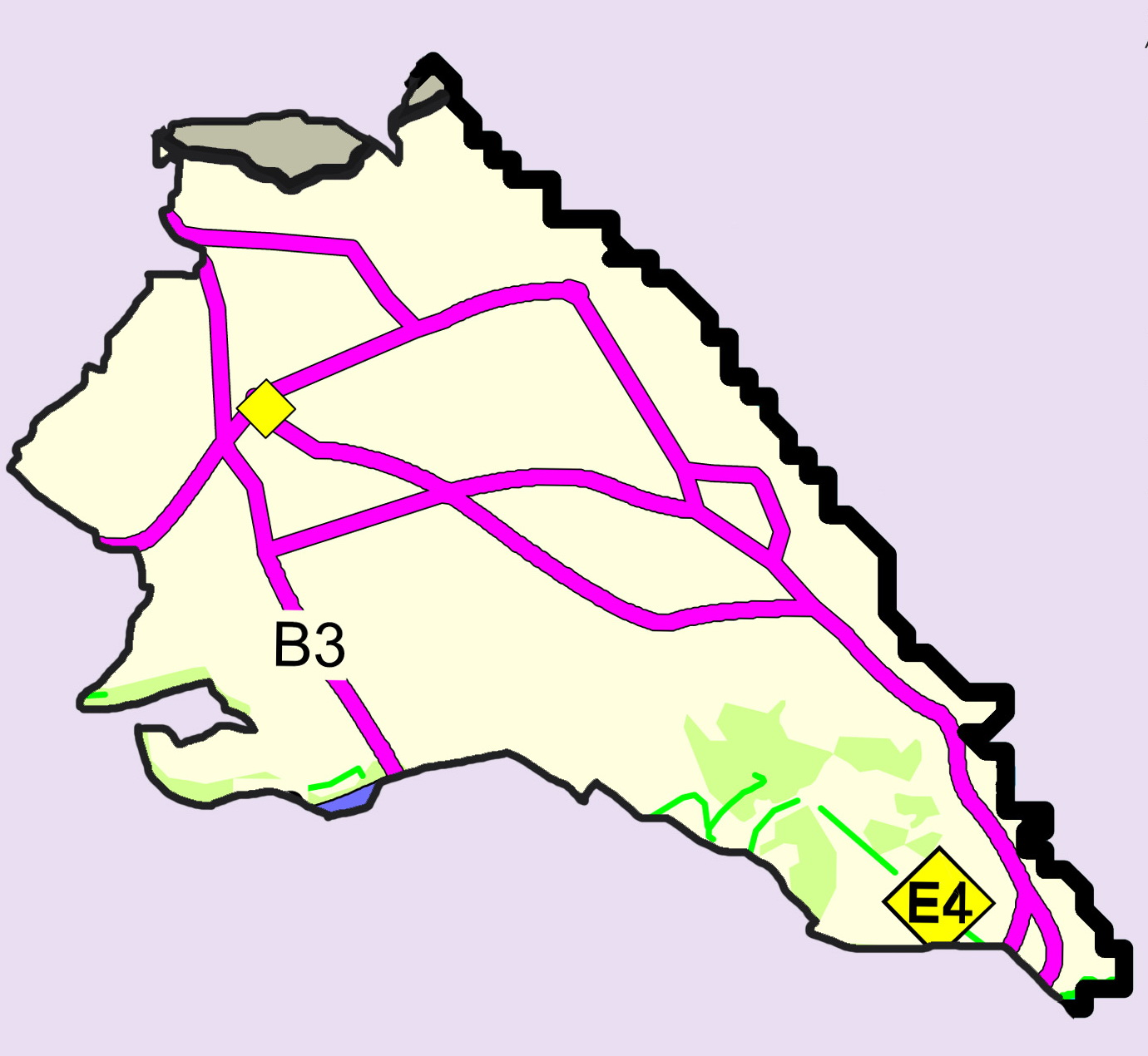
Zone municipale et réseau routier de Paralímni